# Mlynky
Mlynky és un poble i municipi d'Eslovàquia. Es troba a la regió de Košice, a l'est del país.

## Història
La primera referència escrita de la vila data del 1960.

## Demografia
| Godina             | 1994 | 2004    | 2014   | 2024    |
| ------------------ | ---- | ------- | ------ | ------- |
| Nombre de persones | 675  | 589     | 563    | 497     |
| Diferència         |      | −12,74% | −4,41% | −11,72% |

| Godina             | 2023 | 2024   |
| ------------------ | ---- | ------ |
| Nombre de persones | 492  | 497    |
| Diferència         |      | +1,01% |